# Гельмерсен Григорій Петрович
Григо́рій Петро́вич Ге́льмерсен (29 вересня 1803, Дукерсгоф, Естонія — 3 лютого 1885, Санкт-Петербург) — російський геолог, географ та картограф, засновник російської школи геологічної картографії, генерал-лейтенант інженерного корпусу, гірський інженер, директор Гірського університету (1856-72), академік Петербурзької АН (з 1850).

## Біографія
Народився в сім'ї ліфляндського барона поблизу Тарту в Естонії. Вчився в Санкт-Петербурзі, в Головному німецькому училищі Святого Петра (1808-11). Потім навчався в пансіоні Муральта в Тарту і після його закінчення отримав вищу освіту (1825) в Дерптському університеті. В 1828 році вступив до Міністерства фінансів, а 1830 році був командирований за кордон, де до кінця 1832 року займався вивчення геології та гірської справи в Берліні, Гейдельберзі, Бонні та Фрейбурзі, відвідав гірську Німеччину, Австрію та північну Італію. При поверненні в Росію (1834) був зарахований в Корпус гірських інженерів, а через декілька місяців був командирований на Урал.
З 1838 року одночасно викладає геологію та геодезію в Гірському університету. В 1841 році створив першу геологічну мапу європейської частини Росії. В 1842 році визначений консерватором Геологічного музею Петербурзької АН, в 1844 році обраний ад'юнктом при кафедрі геодезії та палеонтології, в 1847 році — екстраординарним, а в 1850 році вже ординарним академіком Петербурзької АН. З 1838 року читав лекції в Гірському університеті і одночасно був інспектором (з 1840), а з 1849 року й керівником музею. В 1856-72 роках працював директором Гірського університету. В 1882 році назначений директором Імператорського Геологічного комітету.
Протягом життя Гельмерсен досліджував Урал, Алтай та гірські райони Киргизії. Його ім'я пов'язане з вивченням кам'яновугільних родовищ Московського, Донецького та Домбровського басейнів, торфовищ Курляндської губернії, буровугільних родовищ Київської, Херсонської, Гродненської та польських губерній, родовищ залізних і мідних руд Підмосков'я, Донецького басейну, Олонецької та Петербурзької губерній, соляних озер, грязевих вулканів та родовищ нафти Таманського та Керченського півостровів, родовищ бурштину в Прибалтиці, Псковському озері та річки Нарва. Завдяки йому в Санкт-Петербурзі був облаштований перший артезіанський колодязь.
В 1842 році Гельмерсену була вручена Демидовська премія Академії наук за створення першої геологічної мапи всієї Європейської частини Росії. Він був почесним членом багатьох російських університетів та зарубіжних товариств, включаючи Лондонське, Віденське та Берлінське географічне товариства. В пам'ять 50-річного ювілею його наукової діяльності була створена премія імені Гельмерсена, яка видавалась за видатні геологічні праці, а сам вчений був нагороджений Орденом Святого Олександра Невського.

## Праці
- «Reise nach dem Ural und Kirgisensteppe in den Jahren 1833 — 34» (СПб., «Baer und Helmers. Beitr. zur Kenntniss des Russisch. Reichs», в. 5 та 6)
- «Reise nach dem Altai im Jahre 1834» (там же, в. 14)
- «Aulosteges variabilis, новый род моллюсков» («Горный журнал», т. 1, 1849)
- «Опыты над теплопроводностью некоторых горно-каменных пород» (там же, 1851)
- «Die Salzseen Bessarabiens und Einbruch des Schwarzen Meeres in dieselben» (1854, «Bull de l'Acad. etc.», т. XVII)
- «Геогностическое исследование девонской полосы Средней России от реки Зап. Двины до Воронежа» (1856, «Зап. Геогр. общ.», кн. XI)
- «О медленном поднятии берегов Балтийского моря и действии на них волн и льда» («Г. Ж.», 1857, т. l)
- «Geognost. Bemerkungen auf eine Reise in Schweden und Norwegen» (1858, «Mem. de l'Acad.», т. VII)
- «Об артезианских колодцах вообще и в России в особенности» («Месяцеслов», 1861)
- «О геогностическом горизонте и относительной древности каменного угля в подмосковном крае» («Г. Ж.», 1861, № 2)
- «Der Peipussee und die obere Narova» (1864, в «Baer und Helm. Beitr. etc.», в. 24)
- «Донецкий каменноугольный кряж и его будущность» («Г. Ж.», 1865, т. 1)
- «О геологических исследованиях на Урале в 1865 г.» (там же, 1866, т. IV)
- «Das Vorkommen und die Entstehung der Riesenkessel in Finnland» (СПб., 1867)
- «Studien über die Wanderblocke und die Diluvialgebilde Russlands» («Mem. de l'Acad.», т. XIV и XXX)
- «Geologische und physico-geogr. Beobachtungen in Olonezer Bergrevier» («Baer. und Helm. Beitr. etc.», 1882).